# 托马斯·费尔法克斯
第三代卡梅伦的费尔法克斯勋爵托马斯·费尔法克斯（Thomas Fairfax, 3rd Lord Fairfax of Cameron，1612年1月17日—1671年11月12日），又称托马斯·费尔法克斯爵士，是英国内战期间的一位政治家、军事将领和议会军总司令。费尔法克斯是一位娴熟而才华横溢的指挥官，他带领议会军取得了许多辉煌的胜利，尤其是关键的纳西比战役。费尔法克斯在内斯比战役后成为了英格兰的军事统治者，但最终被他的下属奥利弗·克伦威尔取代，后者在英格兰内战中在政治上更加娴熟和激进。费尔法克斯对克伦威尔的政策感到不满，并公开拒绝参加对查理一世的审判。最终他从议会中辞职，克伦威尔则控制整个国家。正因为如此，再加上他光荣的战场行为和克伦威尔死后他在君主制复辟中的积极作用，使得他免于针对革命领导人施加的报复。

## 早年生活
托马斯·费尔法克斯出生于北约克郡的丹顿。他是第二代卡梅伦的费尔法克斯勋爵费迪南多·费尔法克斯的长子（他的家族称号卡梅伦的费尔法克斯勋爵是苏格兰的贵族爵位，但后来苏格兰和英格兰成为共主邦联，这就是为什么他在继承爵位后能够进入英国下议院）。托马斯的黑头发和眼睛以及黝黑的肤色为他赢得了“黑汤姆”的绰号。
费尔法克斯曾就读于剑桥大学圣约翰学院和格雷学院(1626–1628)，然后自愿加入霍勒斯·维尔爵士派往荷兰为新教事业而战的远征军。1639年，他指挥一支约克郡龙骑兵部队，在第一次主教战争中与国王查理一世一起对抗苏格兰人，这场战争最终在任何战斗发生之前因为贝里克合约而告终。在次年的第二次主教战争中，英国军队在纽本战役中被击溃。费尔法克斯与其他战败军队一同逃走，但仍于1641年1月因其优秀的服役记录而被封为爵士。

## 内战爆发前

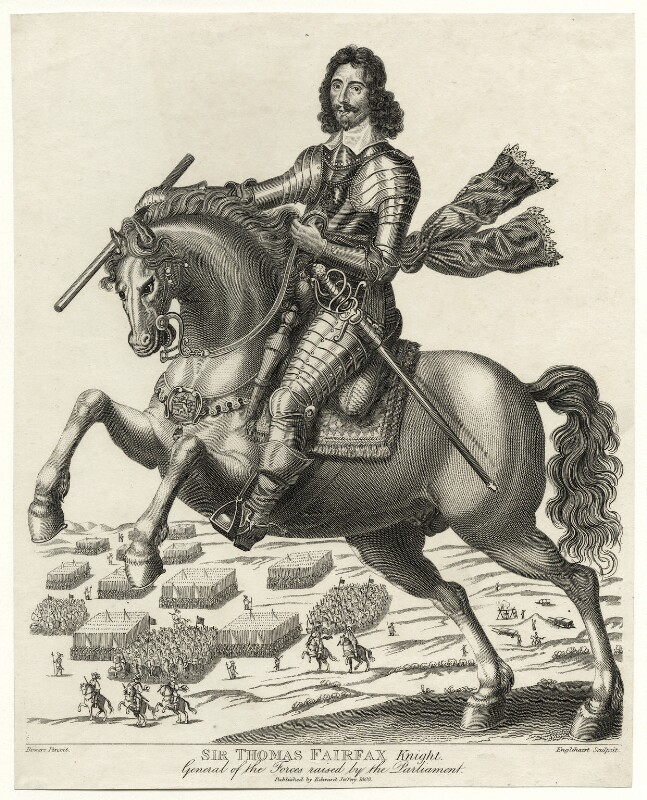
托马斯·费尔法克斯爵士，画于1680年，现存于伦敦国家肖像画廊

托马斯与他的父亲最初效忠于国王查理一世，但反对王室的专断特权，托马斯爵士宣称 “他的判断是为了使议会成为整个王国最伟大和最安全的议会”。当国王在约克为设立自己的亲卫部队，并打算，正如后来的事件所证明的那样，形成一支军队的核心时，费尔法克斯受雇向他的君主提交一份请愿书，恳求他听取人民的议会的声音，并停止集结军队。在约克郡附近的赫沃斯荒原上国王召集的约克郡自由持有者和农民的一次盛大会议上，查理一世试图无视请愿书，骑着马向前走，但费尔法克斯紧随其后，将请愿书放在国王马鞍的鞍座上。

## 英格兰内战
1642年内战爆发时，他的父亲费尔法克斯勋爵被任命为北部议会军的司令，托马斯爵士被任命为骑兵中将。父子俩在约克郡的战役中都表现出色。
1643年，一场小规模的战斗在保皇党和一小群的费尔法克斯指挥下的议会军之间爆发，费尔法克斯当时正从塔德卡斯特前往利兹。战斗发生在西克罗夫特。此战中，费尔法克斯不得不穿越布拉汉姆沼泽地撤退，战后他将西克罗夫特沼地战役总结为“我们有史以来遭受的最大损失”。 
虽然有时会遭遇失败，但更多时候是成功的，而且费尔法克斯父子总是精力充沛、谨慎和足智多谋。父子两的抗争直到1644年危机，当时约克被纽卡斯尔侯爵控制，纽斯卡尔一直在顽强地对抗英国议会的部队。而苏格兰人和鲁珀特亲王则带着所有可用的力量迅速赶来援助纽斯卡尔。几平方英里范围内数只军队的聚集导致了一场决定性战役的爆发。马斯顿摩尔荒原战役（1644年7月2日）对北方的战事起到了决定性的作用。年轻的费尔法克斯在战斗中表现出极大的勇气，虽然受了重伤，但他还是设法加入了奥利弗·克伦威尔和另一翼的骑兵部队。他的一个兄弟查尔斯·费尔法克斯上校在行动中丧生。但是纽卡斯尔侯爵逃离了王国，约克被议会军占领。从此，几乎整个英格兰北部都向议会军投降。 
然而，在英格兰西部、南部和西南部，保皇党的民心基础仍然很强大。持续了两年的内战使得全国都开始抱怨军队各种行为，并对军事指挥官表示不满。作为改革的第一步，议会通过了自抑法。这涉及将埃塞克斯伯爵和其他国会议员从最高指挥部撤职。紧随其后的是新模范军的组建，目的是用统一的军队取代了各地建立的议会团。托马斯·费尔法克斯爵士被选为新的总指挥官，克伦威尔担任他的副手和骑兵指挥官。经过短暂的初步战役后，新模范军证明了其存在的合理性，国王开始称托马斯·费尔法克斯为 “叛军的新野蛮将军”，这证明了他在决定性的纳斯比战役（1645年6月14日）中担任总司令的能力。此战后，国王逃往威尔士。费尔法克斯则围攻了莱斯特，并在汤顿、布里奇沃特和布里斯托尔接连取得了胜利。保皇党的西部根据地很快就缩小了。

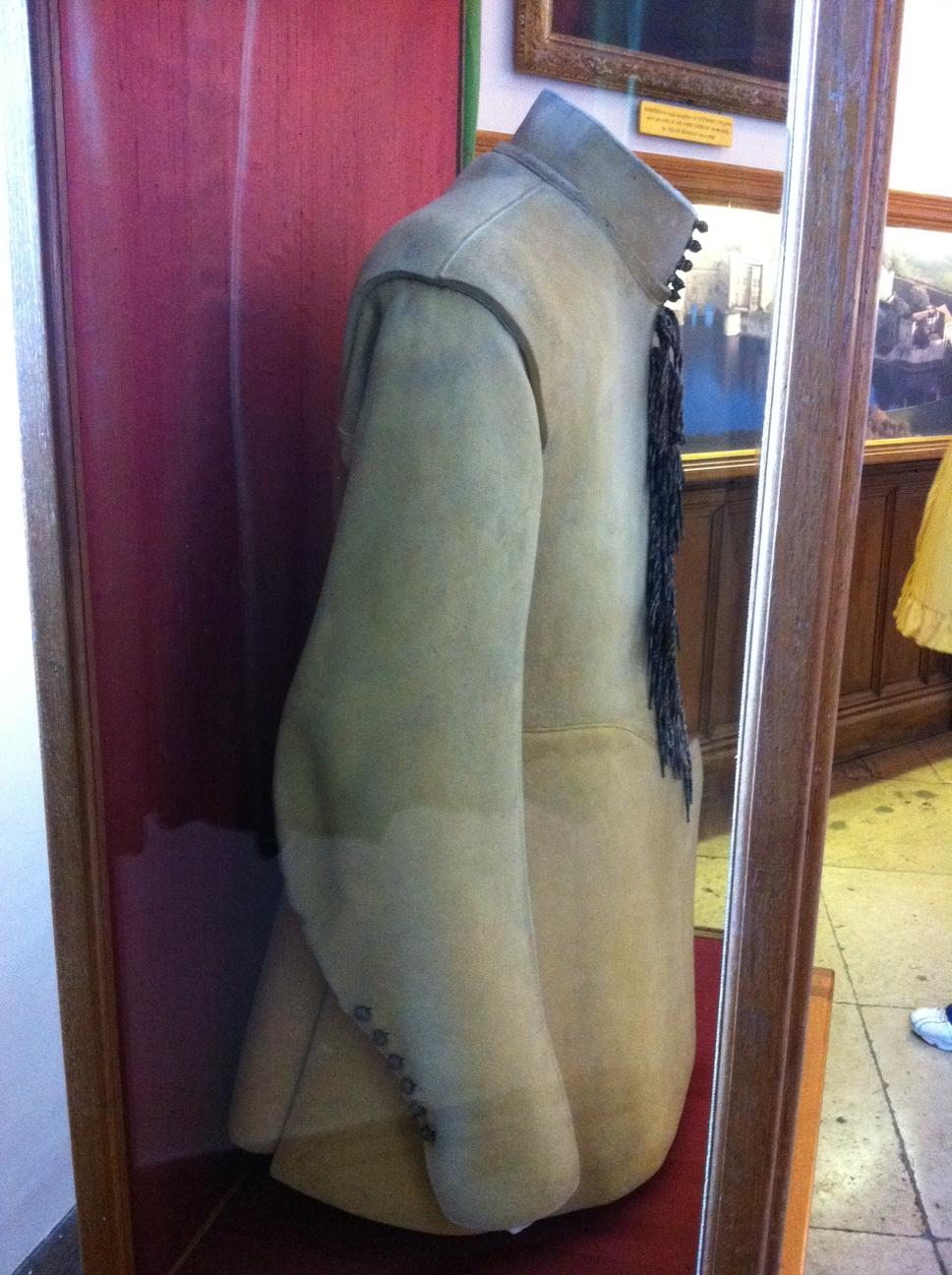
费尔法克斯在1648年梅德斯通战役中穿的外套

费尔法克斯于1645年11月12日抵达伦敦。在他向首都前进的过程中，一路上都是鼓掌的人群。议会两院向他表示感谢，并赠送了一颗镶有钻石的珍贵珠宝和一大笔钱。国王从威尔士返回并在牛津站稳脚跟，那里有一支强大的驻军，但他一直犹豫不决，最终秘密撤退，前往纽瓦克，投身于那里的苏格兰盟约军队的怀抱。1646年6月，牛津在最后一次围城战后投降，到1646年9月末，在费尔法克斯进行围城战后，托马斯·布拉格在沃灵福德城堡投降，从此查理一世失去了在英格兰的最后一支可用军队。1647年1月，盟约部队将国王交给了英格兰议会的代表们。费尔法克斯在诺丁汉遇见了国王，并在前往霍尔登比的旅途中一直陪伴他，在各方面都给予了查尔斯最大的照顾。查理一世后来说，“（费尔法克斯）将军是一个有尊严的人，他一直信守对我的承诺。”
随着保皇党势力的彻底崩溃，议会与国王之间、国王与苏格兰人之间以及长老会与议会内外的独立人士之间的谈判陷入了混乱。在这些谈判中，新模范军很快就开始积极参与。费尔法克斯被置于他自己的下属和议会之间的一个令人不快的中间位置。七月，国王查理一世被一名低阶军官科内特·乔伊斯（Cornet Joyce）擅自羁押——这一行为充分表明其战争条款并不能有效地控制军队。

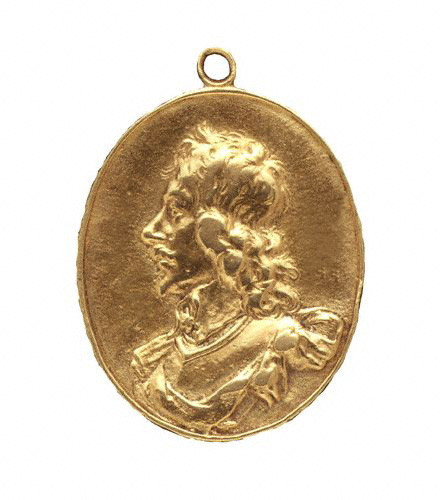
带有费尔法克斯头像的金奖章

与其担任政治委员会的负责人，费尔法克斯显然在战场上更为自在。当他发现事件对他来说已经无法掌控，而且他的军官们正在投靠克伦威尔时，费尔法克斯试图辞去总司令的职务。然而，他最终被说服保留这个职务。因此，他仍然是军队名义上的首领。在第二次内战爆发前不久，费尔法克斯继承了他父亲的领地和赫尔领主一职。在1648年与英国保皇党的战斗中，他再一次展示了他以前的精力和技巧，他的行动以成功围攻科尔切斯特而告终。在科尔切斯特投降后，他批准处决保皇党领袖查尔斯·卢卡斯爵士和乔治·莱尔爵士，认为这些官员违反了他们的假释条款。与此同时克伦威尔在普雷斯顿的胜利彻底击溃了国王的苏格兰盟约军。
约翰·弥尔顿在切尔克斯特围城战中写的一首十四行诗中，呼吁费尔法克斯出面解决国家问题，但危机已经迫在眉睫。费尔法克斯同意克伦威尔和军队领导人惩罚查理一世的要求，而且他仍然是军队的有效首脑。虽然他并没有参与，但他还是批准了普莱德清洗（1648年12月6日），但在最后一个也是最严重的问题上，他公开反对军官的政策。他被任命为审判国王的法官的首领，并出席了法庭的预备会议，但此后缺席了。最可能的解释是，当他看到议会真的在打算处决国王时，他拒绝与此这项决定有任何联系。
在法庭传唤时，当传唤者喊出费尔法克斯的名字时，据说他的妻子安妮·费尔法克斯大喊 “他比在场更有智慧”。后来当法庭说他们是为“英格兰所有的好人”而做决定时，安妮喊道：“不，甚至不是他们的百分之一！”。这导致了议会的调查，安妮也被要求离开法庭。据说，正如布尔斯特罗德·怀特洛克所说，安妮无法忍受高等法院的诉讼程序的喊叫。在1649年2月费尔法克斯在残缺议会中当选赛伦塞斯特的议员时。有人找安妮代国王说情，以阻止他被处决。
费尔法克斯最后一次担任军队司令是在1649年5月，在此期间他镇压了伯福德拉齐尔的兵变。1650年，苏格兰盟约柯克党宣布支持查理二世。当国务委员会决定向苏格兰派遣一支军队以防止其入侵英格兰，费尔法克斯辞去了他的职务。克伦威尔希望看到费尔法克斯继续担任总司令，但费尔法克斯已经不再支持战争。克伦威尔被任命为他的继任者，获得了“英格兰联邦内所有在议会授权下组建或将组建的部队的上尉和总司令。”的职位。

## 过渡期

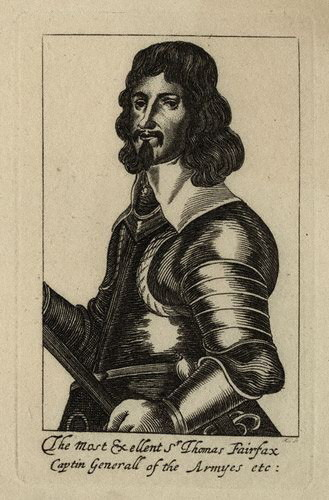
托马斯·费尔法克斯的蚀刻版画

在英格兰共和国期间，费尔法克斯在第一保护国议会中被选为新成立的约克郡西选区的议员。他每年领取5,000英镑的退休金，退休后一直住在他位于约克郡的家中，直到1658年克伦威尔去世。 

## 恢复君主制
费尔法克斯最后一次加入军队以帮助塑造这个国家的未来，当时乔治·蒙克邀请他协助即将对约翰·兰伯特的军事行动。1659年12月，费尔法克斯出现在约克郡士兵的阵地上，受费尔法克斯的名声影响，兰伯特的1200名骑兵放弃了阵地，就地加入了费尔法克斯。随后，兰伯特的所有势力迅速瓦解，这一场胜利保证了君主制的顺利恢复。由于这此次战斗，加上他在内战中的光荣行为，他免于保皇党的报复浪潮。1660年4月，费尔法克斯获得了在公约议会中的席位，以感谢他在斯图亚特复辟中的表现。费尔法克斯还提供了查理二世在加冕典礼上骑的马。

## 晚年生活
费尔法克斯勋爵生命中最后的11年是在他位于约克郡的庄园里度过的。他的妻子于1665年去世，费尔法克斯于1671年在纳普尔顿去世。他被埋葬在约克附近的比尔布勒。

## 文学作品
费尔法克斯喜欢文学。他翻译了一些诗篇，并写了关于孤独、基督教战争、生命短暂等的诗歌。在他生命的最后一两年里，他写了两篇已出版的回忆录，一篇关于他在1642-44年参与的北方行动，另一篇则是在他担任军队总司令期间发生的一些事件。在约克和牛津，他一直努力使图书馆免遭掠夺，并收集了一些有价值的手稿来丰富博德利图书馆的收藏。他的信件全集于1848-49年出版，共四卷。
形而上学诗人安德鲁·马维尔写了 “在阿普尔顿之家，致费尔法克斯勋爵”，名义上是关于费尔法克斯的庄园，但其中也有费尔法克斯的个人性格以及他那个时代的英格兰。

## 家庭

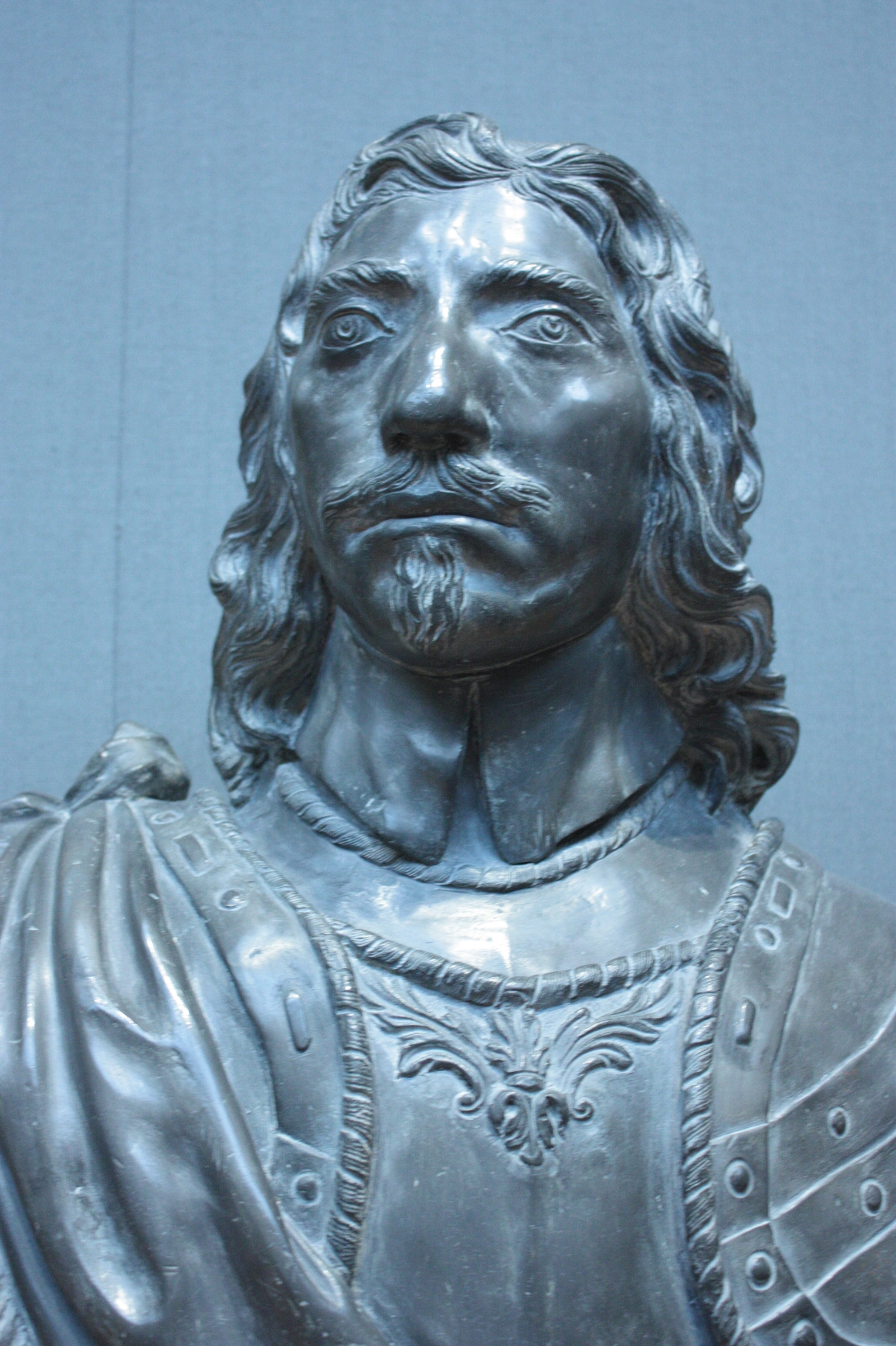
托马斯·费尔法克斯的铅制半身像

费尔法克斯于1637年6月20日迎娶了第一代蒂尔伯里的维尔男爵和玛丽·特蕾西 (Mary Tracy) 的女儿安妮·德·维尔 (Anne de Vere)。他们有一个女儿，玛丽·费尔法克斯（1638年7月30日-1704年10月20日），玛丽嫁给了第二代白金汉公爵乔治·维利尔斯。

## 个人分析
作为一名军人，他在作战中表现准确而有条不紊，在激烈的战斗时他“表现激动，几乎没有人敢和他说话”，在与自己人和敌人打交道时，他具有侠义精神且一丝不苟。荣誉和尽责同样是他的个人和公共品格的特征。但他的谦虚和对权力的不信任使他更适合作为一名军人，而不是一名政治家。而且最重要的是，他在战争和和平时期一直都处于一种不利地位，因为他的助手克伦威尔在政治上有才华并能够很好操纵公众对查理一世的反感导致国王被处决，这是费尔法克斯所不想要的。

## 脚注
1. 1 2  Plant 2005，Sir Thomas, Lord Fairfax 1612–1671.
2. ↑  Cotterill 2004 footnote 22, cites Gibbs 1938
3. 1 2 3 4 5 6 7 8  Chisholm 1911，第131頁.
4. 1 2 3 4 5 6  Chisholm 1911，第130頁.
5. ↑  Cooke, D. . Casemate Publishers. 2004: 52  [3 August 2019]. ISBN 1844150763. （原始内容存档于2021-09-27）. Sir Thomas Fairfax summed up the Battle of Seacroft Moor as 'the greatest loss we ever received'.
6. ↑  Hutchinson, A. . Yorkshire Evening Post. 11 June 2019  [3 August 2019]. （原始内容存档于2019-10-02）. B is for Beechwood - Ancestral home of a Leeds dynasty which has links to Kate Middleton and Sir Thomas Fairfax, who helped win English Civil War for Oliver Cromwell. Today the mansion is used as offices but it was once the family home of the Luptons.
7. 1 2  Wedgewood, C.V. The Trial of Charles I
8. 1 2 3  Helms & Cruickshanks 1983
9. ↑   線上版. 牛津大學出版社. 需要订阅或英国公共图书馆会员资格
10. ↑  Fairfax & Reed 1909.
11. ↑  Firth 1889，第149頁.
12. ↑  Marvell, Andrew. . Luminarium.   [6 August 2017]. （原始内容存档于2021-09-03）.
13. ↑  Mosley 2003
14. ↑  Chisholm 1911 quotes Whitelocke